# Le Plessis-Grimoult

Le Plessis-Grimoult este o comună în departamentul Calvados, Franța. În 1 ianuarie 2018 avea o populație de 331 de locuitori.